# Vila Černý leknín
Vila Černý leknín, původně nazývaná vila bratří Nováků, je vila v Táboře, postavená na konci 19. století (mezi lety 1898 a 1899) za Bechyňskou bránou v dnešní Příběnické ulici čp.  695/5.  

## Historický vývoj
Vila je dílem Františka Nováka, architekta a rodáka z Tábora, který se proslavil svou prací v Budapešti, kde v roce 1903 zemřel ve věku 54 let. Novák si vilu navrhl jako místo pro svůj odpočinek v penzi a postavil ji na dosud nezastavěném pozemku, čímž položil základ budoucí rezidenční čtvrti.
Stavbu vily vedl místní stavitel František Klier pod dohledem Novákova bratra Václava. Po dokončení se stala domovem pro Františka Nováka i jeho bratra Václava Nováka s manželkou, proto se vile říkalo „Vila bratří Nováků“. Dědičkou domu se následně stala Františkova dcera Marie, která se provdala za skladatele Emanuela Maršíka. Vila byla v té době pojmenovaná Černý leknín po Maršíkově opeře (premiéra 1921) a tento název nese do dnešního dne. V průběhu let prošla řadou změn. V roce 1952 byla vila zestátněna a sloužila různým účelům (sídlila zde například školka, pionýr, okresní vojenská správa…), než byla v roce 1992 vrácena původní rodině a přeměněna na penzion a galerii. Kvůli nutné nákladné rekonstrukci byla vila prodána rodině Jarošových, kdy po dalších stavebních úpravách sloužila především jako penzion. V tuto dobu zde přespávala řada slavných osobností, např. kapela Boney M.
Tento historický dům, který si během let prošel mnoha změnami, pokračuje ve své nové kapitole pod vedením společnosti 4Leaders, s.r.o., která vilu využívá jako kancelářské prostory pro své podnikání. Část vily bude sloužit k pořádání eventů a ubytování.

## Architektonické charakteristiky
Vila Černý Leknín vyniká svou rozmanitostí a velkorysostí, která připomíná zámek ve stylu severské renesance. Kombinuje prvky novorenesance a novogotiky, typické pro konec 19. století, včetně zdobených portálů, balkónů a věží s gotickými prvky. Interiér je stejně impozantní, s dominantní halou a schodištěm, rozlehlou galerií v prvním patře a dalšími reprezentativními prostory. Zahrada prošla v 90. letech významnou úpravou a byla rozšířena o terasu a parkoviště pro hosty.